# Asymblepharus
Az Asymblepharus  a hüllők (Reptilia) osztályába, a  pikkelyes hüllők (Squamata) rendjébe, a gyíkok (Sauria)  alrendjébe, és a vakondgyíkfélék (Scincidae) családjába  tartozó nem.

## Rendszerezés
A nembe az alábbi 6 faj tartozik.
- Asymblepharus alaicus
- Asymblepharus eremchenkoi
- Asymblepharus mahabharatus
- Asymblepharus nepalensis
- Asymblepharus sikimmensis
- Asymblepharus tragbulense